# Liste der Universitäten in Nigeria
Die Liste der Universitäten in Nigeria unterscheidet zwischen staatlichen Universitäten der Bundesrepublik Nigeria (Federal Universities), staatlichen Universitäten der 36 Bundesstaaten Nigerias (State Universities) und privaten Hochschulen. Die Zulassung zum Studium und die Standardisierung der Bildungseinrichtungen wird durch die National Universities Commission (NUC) geregelt. Gegründet wurden viele Universitäten im Zuge des Ölbooms der 70er Jahre, mit dem Ziel, jeder Region des Landes den Zugang zu höherer Bildung zu sichern. Seit 1999 entstehen viele private Hochschulen, daneben gibt es auch Titelmühlen. Überblick und Zuordnung der in Wikipedia existierenden Artikel findet sich in der Kategorie:Universität in Nigeria.

## Staatliche Universitäten der Bundesrepublik Nigeria (Federal Universities)
| Nr. | Hochschulname                                     | Träger                 | Website                       | Gründungs- jahr |
| --- | ------------------------------------------------- | ---------------------- | ----------------------------- | --------------- |
| 1.  | Abubakar Tafawa Balewa University, Bauchi         | Bundesrepublik Nigeria | http://www.atbu.edu.ng/       | 1988            |
| 2.  | Ahmadu Bello University, Zaria                    | Bundesrepublik Nigeria | http://www.abu.edu.ng/        | 1962            |
| 3.  | Bayero University Kano                            | Bundesrepublik Nigeria | http://www.buk.edu.ng/        | 1975            |
| 4.  | Federal University Gashua                         | Bundesrepublik Nigeria | http://www.fugashua.edu.ng/   | 2013            |
| 5.  | Federal University of Petroleum Resources Effurun | Bundesrepublik Nigeria | http://www.fupre.edu.ng/      | 2007            |
| 6.  | Federal University of Technology Akure            | Bundesrepublik Nigeria | http://www.futa.edu.ng/       | 1981            |
| 7.  | Federal University of Technology Minna            | Bundesrepublik Nigeria | http://www.futminna.edu.ng/   | 1982            |
| 8.  | Federal University of Technology Owerri           | Bundesrepublik Nigeria | http://www.futo.edu.ng/       | 1980            |
| 9.  | Federal University Dutse, Jigawa State            | Bundesrepublik Nigeria | http://www.fud.edu.ng/        | 2011            |
| 10. | Federal University Dutsin-Ma, Katsina             | Bundesrepublik Nigeria | http://www.fudutsinma.edu.ng/ | 2011            |
| 11. | Federal University Kashere, Gombe State           | Bundesrepublik Nigeria | http://www.fukashere.edu.ng/  | 2011            |
| 12. | Federal University Lafia, Nasarawa State          | Bundesrepublik Nigeria | http://www.fulafia.edu.ng/    | 2011            |
| 13. | Federal University Lokoja, Kogi State             | Bundesrepublik Nigeria | http://www.fulokoja.edu.ng/   | 2011            |
| 14. | Federal University Ndufu-Alike, Ebonyi State      | Bundesrepublik Nigeria | http://www.funai.edu.ng/      | 2011            |
| 15. | Federal University Otuoke, Bayelsa                | Bundesrepublik Nigeria | http://www.fuotuoke.edu.ng/   | 2011            |
| 16. | Federal University Oye-Ekiti, Ekiti State         | Bundesrepublik Nigeria | http://www.fuoye.edu.ng/      | 2011            |
| 17. | Federal University Wukari, Taraba State           | Bundesrepublik Nigeria | http://www.fuwukari.edu.ng/   | 2011            |
| 18. | Federal University Birnin-Kebbi,                  | Bundesrepublik Nigeria | http://www.fubk.edu.ng/       | 2013            |
| 19. | Federal University Gusau                          | Bundesrepublik Nigeria | http://www.fugus.edu.ng/      | 2013            |
| 20. | Michael Okpara University, Umudike                | Bundesrepublik Nigeria | http://www.moua.org/          | 1992            |
| 21. | Modibbo Adama University of Technology, Yola      | Bundesrepublik Nigeria | http://www.futy.edu.ng/       | 1988            |
| 22. | National Open University of Nigeria, Lagos.       | Bundesrepublik Nigeria | http://www.nou.edu.ng/        | 2002            |
| 23. | Nigeria Police Academy Wudil                      | Bundesrepublik Nigeria | http://www.npf.gov.ng/        | 2012            |
| 24. | Nigerian Defence Academy, Kaduna                  | Bundesrepublik Nigeria | http://www.nda.edu.ng/        | 1985            |
| 25. | Nnamdi Azikiwe University, Awka                   | Bundesrepublik Nigeria | http://www.unizik.edu.ng/     | 1992            |
| 26. | Obafemi Awolowo University, Ile-Ife               | Bundesrepublik Nigeria | http://www.oauife.edu.ng/     | 1962            |
| 27. | University of Abuja, Gwagwalada                   | Bundesrepublik Nigeria | http://www.uniabuja.edu.ng/   | 1988            |
| 28. | University of Agriculture Abeokuta                | Bundesrepublik Nigeria | http://www.unaab.edu.ng/      | 1988            |
| 29. | University of Agriculture Makurdi                 | Bundesrepublik Nigeria | http://www.uam.edu.ng/        | 1988            |
| 30. | University of Benin                               | Bundesrepublik Nigeria | http://www.uniben.edu.ng/     | 1970            |
| 31. | University of Calabar                             | Bundesrepublik Nigeria | http://www.unical.edu.ng/     | 1975            |
| 32. | University of Ibadan                              | Bundesrepublik Nigeria | http://www.ui.edu.ng/         | 1948            |
| 33. | University of Ilorin                              | Bundesrepublik Nigeria | http://www.unilorin.edu.ng/   | 1975            |
| 34. | University of Jos                                 | Bundesrepublik Nigeria | http://www.unijos.edu.ng/     | 1975            |
| 35. | University of Lagos                               | Bundesrepublik Nigeria | http://www.unilag.edu.ng/     | 1962            |
| 36. | University of Maiduguri                           | Bundesrepublik Nigeria | http://www.unimaid.edu.ng/    | 1975            |
| 37. | University of Nigeria, Nsukka                     | Bundesrepublik Nigeria | http://www.unn.edu.ng/        | 1960            |
| 38. | University of Port-Harcourt                       | Bundesrepublik Nigeria | http://www.uniport.edu.ng/    | 1975            |
| 39. | University of Uyo                                 | Bundesrepublik Nigeria | http://www.uniuyo.edu.ng/     | 1991            |
| 40. | Usumanu Danfodiyo University                      | Bundesrepublik Nigeria | http://www.udusok.edu.ng/     | 1975            |

## Staatliche Universitäten der Bundesstaaten Nigerias (State Universities)
| Nr. | Hochschulname                                                   | Träger            | Website                                     | Gründungs- jahr |
| --- | --------------------------------------------------------------- | ----------------- | ------------------------------------------- | --------------- |
| 1.  | Abia State University, Uturu                                    | Abia State        | http://www.abiastateuniversity.edu.ng/      | 1980            |
| 2.  | Adamawa State University, Mubi                                  | Adamawa State     | http://www.adsu.edu.ng/                     | 2002            |
| 3.  | Adekunle Ajasin University, Akungba                             | Ondo State        | http://www.adekunleajasinuniversity.edu.ng/ | 1999            |
| 4.  | Akwa Ibom State University of Technology, Uyo                   | Akwa Ibom State   | http://www.aksu.edu.ng/                     | 2004            |
| 5.  | Ambrose Alli University, Ekpoma                                 | Edo State         | http://www.aauekpoma.edu.ng/                | 1980            |
| 6.  | Anambra State University of Science and Technology, Uli         | Anambra State     | http://www.ansu-edu.net/                    | 2000            |
| 7.  | Bauchi State University, Gadau                                  | Bauchi State      | http://www.basug.edu.ng/                    | 2011            |
| 8.  | Benue State University, Makurdi                                 | Benue State       | http://www.bsum.edu.ng/                     | 1992            |
| 9.  | Bukar Abba Ibrahim University, Damaturu                         | Yobe State        | http://www.baiu.edu.ng/                     | 2006            |
| 10. | Cross River State University of Science and Technology, Calabar | Cross River State | http://www.crutech.edu.ng/                  | 2004            |
| 11. | Delta State University, Abraka                                  | Delta State       | http://www.deltastate.edu.ng/               | 1992            |
| 12. | Ebonyi State University, Abakaliki                              | Ebonyi State      | http://www.ebsu-edu.net/                    | 2000            |
| 13. | Ekiti State University                                          | Ekiti State       | http://www.unad.edu.ng/                     | 1988            |
| 14. | Enugu State University of Science and Technology, Enugu         | Enugu State       | http://www.esut.edu.ng/                     | 1981            |
| 15. | Gombe State University, Gombe                                   | Gombe State       | gsu.edu.ng                                  | 2004            |
| 16. | Ibrahim Badamasi Babangida University, Lapai                    | Niger State       | http://www.ibbuniversity.com/               | 2005            |
| 17. | Ignatius Ajuru University of Education, Rumuolumeni             | Rivers State      | www.iaue.edu.ng                             | 2009            |
| 18. | Imo State University, Owerri                                    | Imo State         | www.imsu.edu.ng                             | 1992            |
| 19. | Jigawa State University                                         | Jigawa State      | www.jsu.edu.ng                              | 2013            |
| 20. | Kaduna State University, Kaduna                                 | Kaduna State      | www.kasuportal.net                          | 2004            |
| 21. | Kano University of Science and Technology, Wudil                | Kano State        | www.kustportal.edu.ng                       | 2000            |
| 22. | Kebbi State University, Kebbi                                   | Kebbi State       | http://www.ksusta.edu.ng/                   | 2006            |
| 23. | Kogi State University, Anyigba                                  | Kogi State        | http://www.ksu.edu.ng/                      | 1999            |
| 24. | Kwara State University, Ilorin                                  | Kwara State       | http://www.kwasu.edu.ng/                    | 2009            |
| 25. | Ladoke Akintola University of Technology, Ogbomoso              | Oyo State         | http://www.lautech.edu.ng/                  | 1990            |
| 26. | Lagos State University Ojo, Lagos.                              | Lagos State       | http://www.lasunigeria.org/                 | 1983            |
| 27. | Nasarawa State University, Keffi                                | Nassarawa State   | http://www.nsuk.edu.ng/                     | 2002            |
| 28. | Niger Delta University, Yenagoa                                 | Bayelsa State     | http://www.ndu.edu.ng/                      | 2000            |
| 29. | Northwest University Kano                                       | Kano State        | www.nwu.edu.ng                              | 2012            |
| 30. | Olabisi Onabanjo University Ago-Iwoye                           | Ogun State        | http://www.oouagoiwoye.edu.ng/              | 1982            |
| 31. | Ondo State University of Science and Technology, Okitipupa      | Ondo State        | http://www.osustech.edu.ng/                 | 2008            |
| 32. | Osun State University, Oshogbo                                  | Osun State        | http://www.uniosun.edu.ng/                  | 2006            |
| 33. | Plateau State University, Bokkos                                | Plateau State     | http://www.plasu.edu.ng/                    | 2005            |
| 34. | Rivers State University of Science and Technology               | Rivers State      | http://www.ust.edu.ng/                      | 1979            |
| 35. | Sokoto State University, Sokoto                                 | Sokoto State      | www.ssu.edu.ng                              | 2009            |
| 36. | Tai Solarin University of Education, Ijebu-Ode                  | Ogun State        | http://www.tasued.edu.ng/                   | 2005            |
| 37. | Taraba State University, Jalingo                                | Taraba State      | http://www.tsuniversity.edu.ng/             | 2008            |
| 38. | Technical University, Ibadan                                    | Oyo State         |                                             | 2012            |
| 39. | Umaru Musa Yar’Adua University, Katsina                         | Katsina State     | http://www.umyu.edu.ng/                     | 2006            |

## Private Hochschulen
| Nr. | Hochschulname                                        | Träger                           | Website                                 | Gründungs- jahr |
| --- | ---------------------------------------------------- | -------------------------------- | --------------------------------------- | --------------- |
| 1.  | Achievers University Owo                             |                                  | http://www.achievers.edu.ng/            | 2007            |
| 2.  | Adeleke University, Ede.                             |                                  | http://www.adelekeuniversity.edu.ng/    | 2011            |
| 3.  | Afe Babalola University, Ado-Ekiti – Ekiti State     |                                  | http://www.abuad.edu.ng/                | 2009            |
| 4.  | African University of Science and Technology Abuja   |                                  | http://aust-abuja.org/                  | 2007            |
| 5.  | Ajayi Crowther University, Ibadan                    |                                  | http://www.acu.edu.ng/                  | 2005            |
| 6.  | Al-Hikmah University, Ilorin                         |                                  | https://www.alhikmah.edu.ng/            | 2005            |
| 7.  | Al-Qalam University, Katsina                         |                                  | http://www.auk.edu.ng/                  | 2005            |
| 8.  | American University of Nigeria, Yola                 |                                  | http://www.aun.edu.ng/                  | 2003            |
| 9.  | Babcock University, Ilishan-Remo                     |                                  | http://www.babcock.edu.ng/              | 1999            |
| 10. | Baze University                                      |                                  | http://www.bazeuniversity.edu.ng/       | 2011            |
| 11. | Bells University of Technology, Otta                 |                                  | http://www.bellsuniversity.org/         | 2005            |
| 12. | Benson Idahosa University, Benin City                | privat (Church of God)           | www.biu.edu.ng                          | 2002            |
| 13. | Bingham University, New Karu                         |                                  | http://www.binghamuni.edu.ng/           | 2005            |
| 14. | Bowen University, Iwo                                |                                  | bowenuniversity.edu.ng                  | 2001            |
| 15. | Caleb University, Lagos                              |                                  | http://www.calebuniversity.edu.ng/      | 2007            |
| 16. | Caritas University Amorji-Nike Enugu                 |                                  | http://www.caritasuni.edu.ng/           | 2005            |
| 17. | CETEP City University, Lagos                         |                                  | http://www.cetepuniversity.com/         | 2005            |
| 18. | Covenant University, Ota                             | privat (Winners’ Chapel)         | http://www.covenantuniversity.edu.ng/   | 2002            |
| 19. | Crawford University Igbesa                           |                                  | http://www.crawforduniversity.edu.ng/   | 2005            |
| 20. | Crescent University, Abeokuta                        | privat (Islamic M.A.)            | http://www.crescent-university.edu.ng/  | 2005            |
| 21. | Elizade University, Ilara-Mokin                      |                                  | http://www.elizadeuniversity.edu.ng/    | 2012            |
| 22. | Evangel University Akaeze                            |                                  |                                         | 2012            |
| 23. | Fountain University Oshogbo                          |                                  | http://www.fountainuniversity.edu.ng/   | 2007            |
| 24. | Godfrey Okoye University, Ugwuomu-Nike – Enugu State | privat (röm.-katholisch?)        | http://www.gouni.edu.ng/                | 2009            |
| 25. | Gregory University Uturu                             |                                  | http://www.gregoryuniversity.com/       | 2012            |
| 26. | Igbinedion University Okada                          |                                  | http://www.iuokada.edu.ng/              | 1999            |
| 27. | Joseph Ayo Babalola University, Ikeji-Arakeji        | privat (Christ Apostolic Church) | http://www.jabu.edu.ng/                 | 2006            |
| 28. | Kwararafa University, Wukari                         |                                  | http://www.wukarijubileeuniversity.org/ | 2005            |
| 29. | Landmark University Omu-Aran.                        |                                  | http://www.lmu.edu.ng/                  | 2011            |
| 30. | Lead City University Ibadan                          |                                  | http://www.lcu.edu.ng/                  | 2005            |
| 31. | Madonna University Okija                             |                                  | http://www.madonnauniversity.edu.ng/    | 1999            |
| 32. | Mcpherson University Seriki Sotayo, Ajebo            |                                  | http://www.mcu.edu.ng/                  | 2012            |
| 33. | Nigerian-Turkish Nile University, Abuja              |                                  | http://www.ntnu.edu.ng/                 | 2009            |
| 34. | Novena University Ogume                              |                                  | http://www.novenauniversity.edu.ng/     | 2005            |
| 35. | Obong University, Obong Ntak                         |                                  | http://www.obonguniversity.net/         | 2007            |
| 36. | Oduduwa University, Ipetumodu – Osun State           |                                  | http://www.oduduwauniversity.edu.ng/    | 2009            |
| 37. | Pan-African University Lagos                         |                                  | http://www.pau.edu.ng/                  | 2002            |
| 38. | Paul University Awka – Anambra State                 |                                  | http://www.pauluniversity.edu.ng/       | 2009            |
| 39. | Redeemer's University Mowe                           |                                  | http://www.run.edu.ng/                  | 2005            |
| 40. | Renaissance University Enugu                         |                                  | http://www.renaissanceuniversityng.com/ | 2005            |
| 41. | Rhema University Obeama-Asa – Rivers State           |                                  |                                         | 2009            |
| 42. | Salem University Lokoja                              |                                  | http://www.salemuniversity.org/         | 2007            |
| 43. | Samuel Adegboyega University, Ogwa                   |                                  |                                         | 2011            |
| 44. | Southwestern University Oku Owa                      |                                  |                                         | 2012            |
| 45. | Tansian University Umunya                            |                                  | http://www.tansian-edu.com/             | 2007            |
| 46. | University of Mkar, Mkar                             |                                  | http://www.unimkar.edu.ng/              | 2005            |
| 47. | Veritas University                                   |                                  | http://www.veritas.edu.ng/              | 2007            |
| 48. | Wellspring University Evbuobanosa – Edo State        |                                  | http://www.wellspringuniversity.net/    | 2009            |
| 49. | Wesley Univ. of Science and Technology, Ondo         |                                  | http://www.wusto.edu.ng/                | 2007            |
| 50. | Western Delta University Oghara                      |                                  | http://www.wduniversity.net/            | 2007            |